# فيسيرف فورم
فيسيرف فورم هي صالة متعددة الأستخدامات تقع في مدينة ميلواكي بولاية ويسكونسن الأمريكية وهو الملعب الرسمي لنادي ميلووكي باكس الذي يلعب في دوري إن بي أي. أفتتحت الصالة في 26 أغسطس 2018.